# Railjet (Zuggattung)

Railjet-Schriftzug

Railjet und Railjet Xpress (abgekürzt RJ bzw. RJX) sind Zuggattungen für Fernverkehrszüge, die vor allem von den Österreichischen Bundesbahnen (ÖBB) und der České dráhy (ČD) betrieben werden. Die Marke Railjet ist im Eigentum der ÖBB-Personenverkehr, die Verwendung der Marke erfolgt eng gekoppelt mit dem Einsatz bestimmter Fahrzeuge. Internationale Railjet-Züge verkehren unter Beibehaltung der Zuggattung in den meisten Nachbarstaaten Österreichs. Der Railjet wird seit Fahrplanwechsel 2008/2009 auf einem stetig größer werdenden Netz in und um Österreich eingesetzt. In Österreich stellt der Railjet die höchste Zuggattung dar.

## Geschichte
Im November 2004 stellten die ÖBB bei einem internen Workshop den Namen Railjet vor. Der Workshop wurde von Peter Hochegger moderiert, dem Eigentümer der Firma maxxx.communications GmbH, die damals umstrittene exklusive Beratungsverträge bei den ÖBB hatte. Elf Tage später ließ sich die Firma maxxx.communications selbst den Namen Railjet schützen. Als der ÖBB-Personenverkehr die Marke Railjet anmelden wollte, erhob maxxx.communications dagegen Einspruch und zog diesen gegen Zahlung von 150.000 Euro wieder zurück. Mit dem Rückzug des Einspruchs gingen die Rechte an der Bezeichnung an die ÖBB-Personenverkehr.
Seit dem Fahrplanwechsel im Dezember 2015 werden sämtliche Railjet-Linien, die Wien berühren, über Wien Hauptbahnhof geführt und haben dabei als zweiten Halt Wien Meidling. Der Westbahnhof wird nicht mehr von Railjet-Zügen bedient. Auch verkehren seit Dezember 2015 halbstündlich alternierend IC- und Railjet-Züge der ÖBB von oder nach Flughafen Wien. Diese Linien bedienen Destinationen in Österreich und verkehren ab Flughafen Wien von den Bahnsteigen 1 und 2, mit direktem Zugang vom/zum Terminal 3 des Flughafens Wien-Schwechat.
Seit dem Fahrplanwechsel am 9. Dezember 2018 werden die schnelleren Railjets (ohne Halt in Vöcklabruck, Attnang-Puchheim, Wels Hbf, St. Valentin, Amstetten und Tullnerfeld) auf der Weststrecke als Railjet Xpress (RJX) bezeichnet. Die Railjet-Linien, die seit Oktober 2016 die Intercitys auf der Weststrecke ersetzen, sowie die Railjets auf anderen österreichischen Bahnstrecken verkehren weiterhin unter der Zuggattung Railjet (RJ).

## Fahrzeuge
Die erste Railjet-Generation ist seit September 2008 im Einsatz, die zweite folgte 2024. Zudem wurden von den ÖBB Doppelstocktriebzüge bestellt, deren Einsatz als Railjet ab 2026 geplant ist.

### Gemeinsamkeiten
Das regulär eingesetzte Wagenmaterial auf Railjet- und Railjet Xpress-Linien (RJ/RJX) weist folgende Gemeinsamkeiten auf:
Alle Züge besitzen eine erste Klasse (First), eine zweite Klasse (Economy), ein Fahrradabteil, Snackautomaten und/oder Bordbistro. Zusätzlich sind sie mit kostenfreiem Internetzugang über WLAN und Steckdosen ausgestattet.

### Railjet 1. Generation

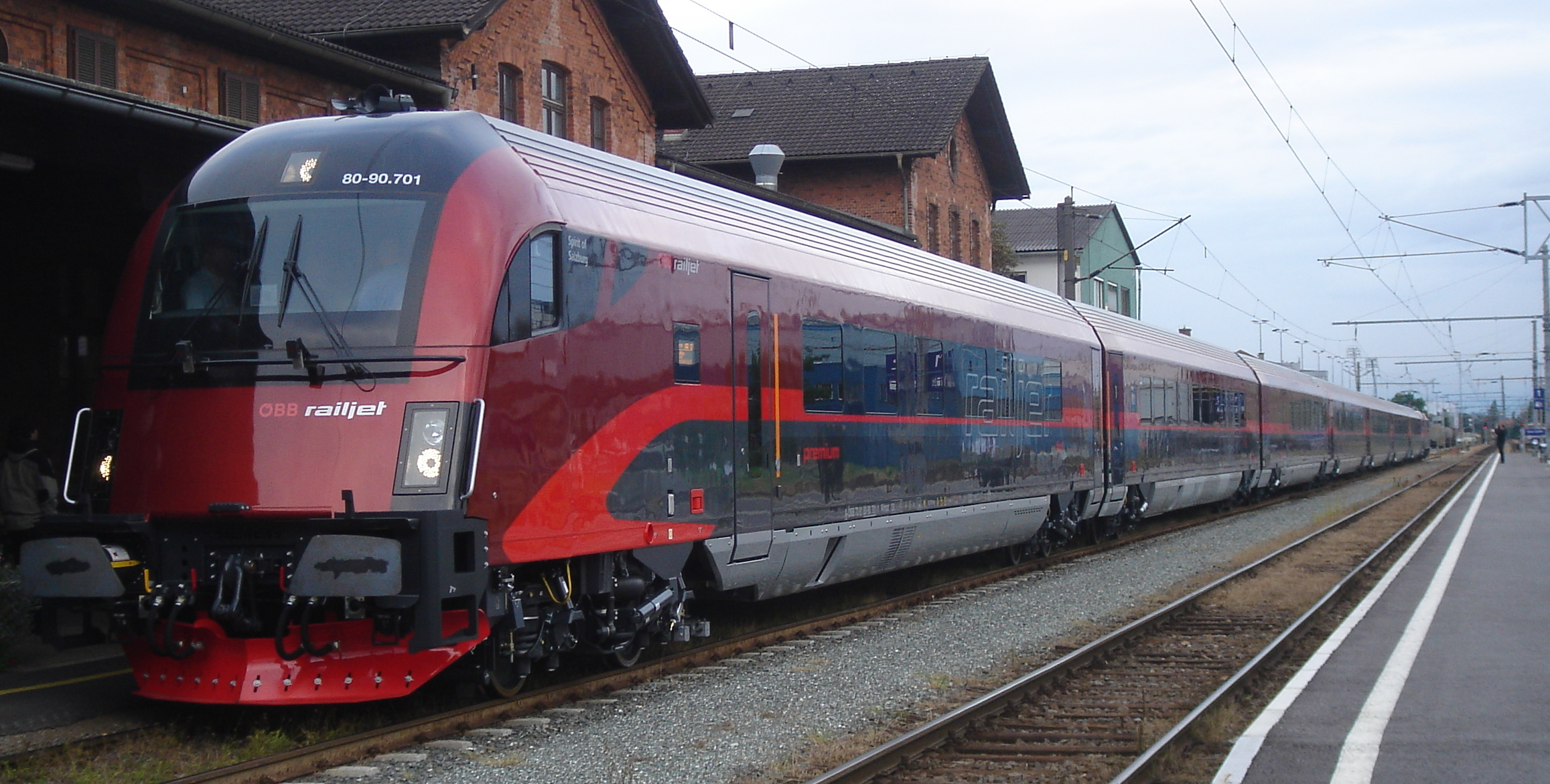
Railjet 1. Generation – Taurus

Der Railjet der 1. Generation besteht aus sieben Wagen der Plattform Siemens Viaggio Comfort und üblicherweise einer Taurus-Lokomotive von Siemens Mobility. Häufig verkehren zwei dieser Einheiten gekuppelt (siehe Doppeltraktion). Die Wendezüge erreichen maximal 230 km/h. Die erste Generation wird seit dem Jahr 2008 eingesetzt.

### Railjet 2. Generation

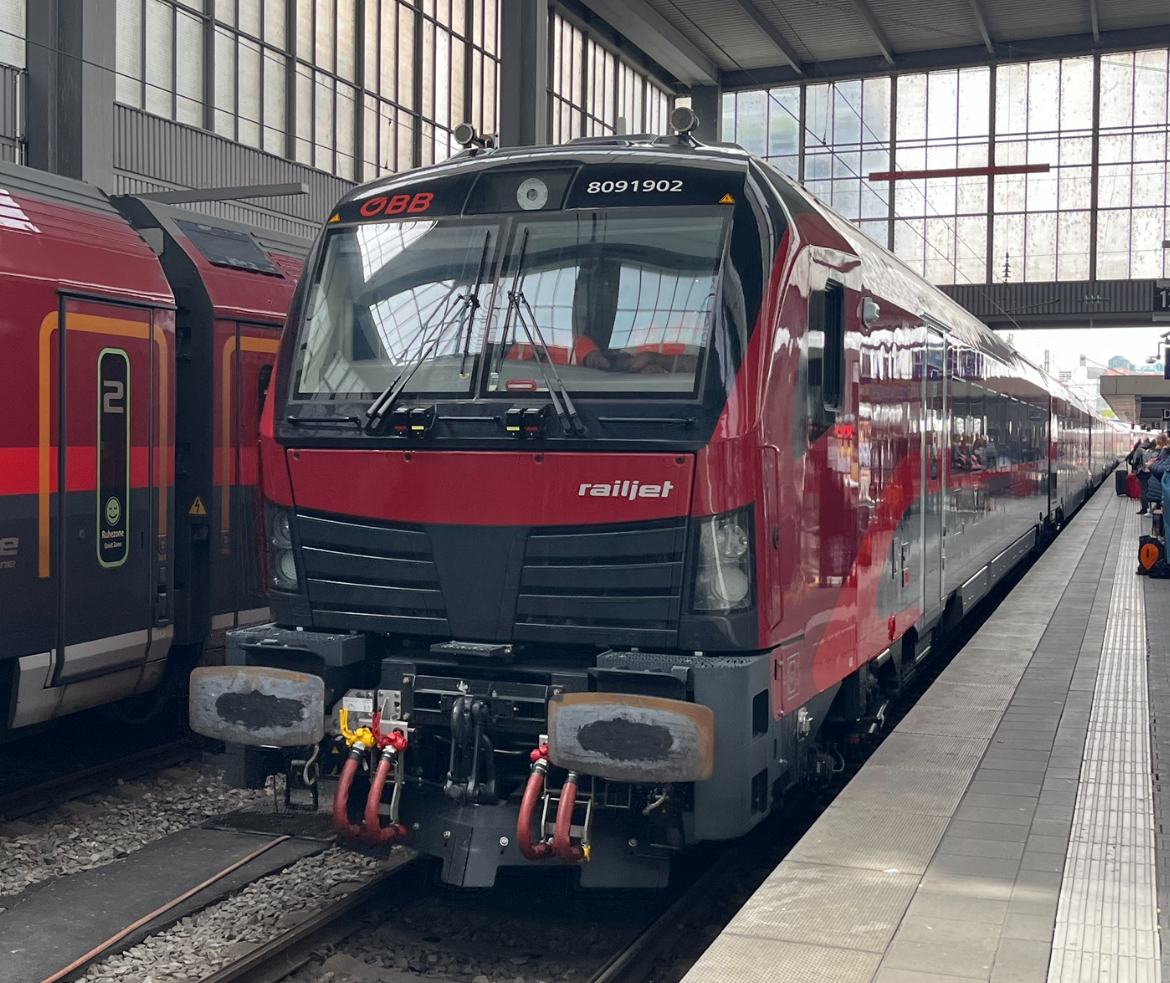
Railjet 2. Generation – Vectron

Zusammen mit neuen Nachtzugwagen für den Nightjet beschafften die ÖBB Reisezugwagen für den Railjet der zweiten Generation. Der Railjet 2 besteht aus Wagen der Plattform Siemens Viaggio Next Level und wird in der Regel von einer Taurus-Lokomotive gezogen beziehungsweise geschoben. Wie bei der ersten Generation beträgt die Maximalgeschwindigkeit 230 km/h. Erstmals sind Niederflureinstiege in manchen Wagen vorhanden. Die zweite Generation verfügt über Sitze in Abteilen sowie im Großraum und wird seit dem Jahr 2024 eingesetzt.

### Gebrauchte KISS-Triebwagen
Im Mai 2025 kündigten die Österreichische Bundesbahnen an, ab spätestens Herbst 2025 bis zur Auslieferung der Züge der Reihe 4706 gebraucht von der DB Fernverkehr erworbene KISS-Triebwagen als Railjet-Züge auf der Weststrecke einzusetzen, um so die Kapazität zu erhöhen und Railjet 1. Generation für Angebotsausweitungen auf der Südstrecke und der der Koralmbahn freizumachen.

### Railjet 3. Generation (DoSto)
Für Railjet-Verbindungen auf der Weststrecke bestellten die ÖBB im Jahr 2023 14 doppelstöckige Elektrotriebzüge bei Stadler Rail. Es handelt sich um Züge des Typs KISS 200, die ihre Höchstgeschwindigkeit von 200 km/h sehr schnell erreichen. Die Züge bestehen aus sechs Wagen mit Niederflureinstiegen und stellen in zwei sogenannten Cateringzonen Verkaufsautomaten für Snacks und Getränke zur Verfügung. Die ersten Züge werden voraussichtlich ab dem Jahr 2026 eingesetzt. Mit der Fertigstellung des Semmering-Basistunnels sollen die Garnituren ab 2030 auch auf der Südstrecke verkehren.

## Railjet-Linien

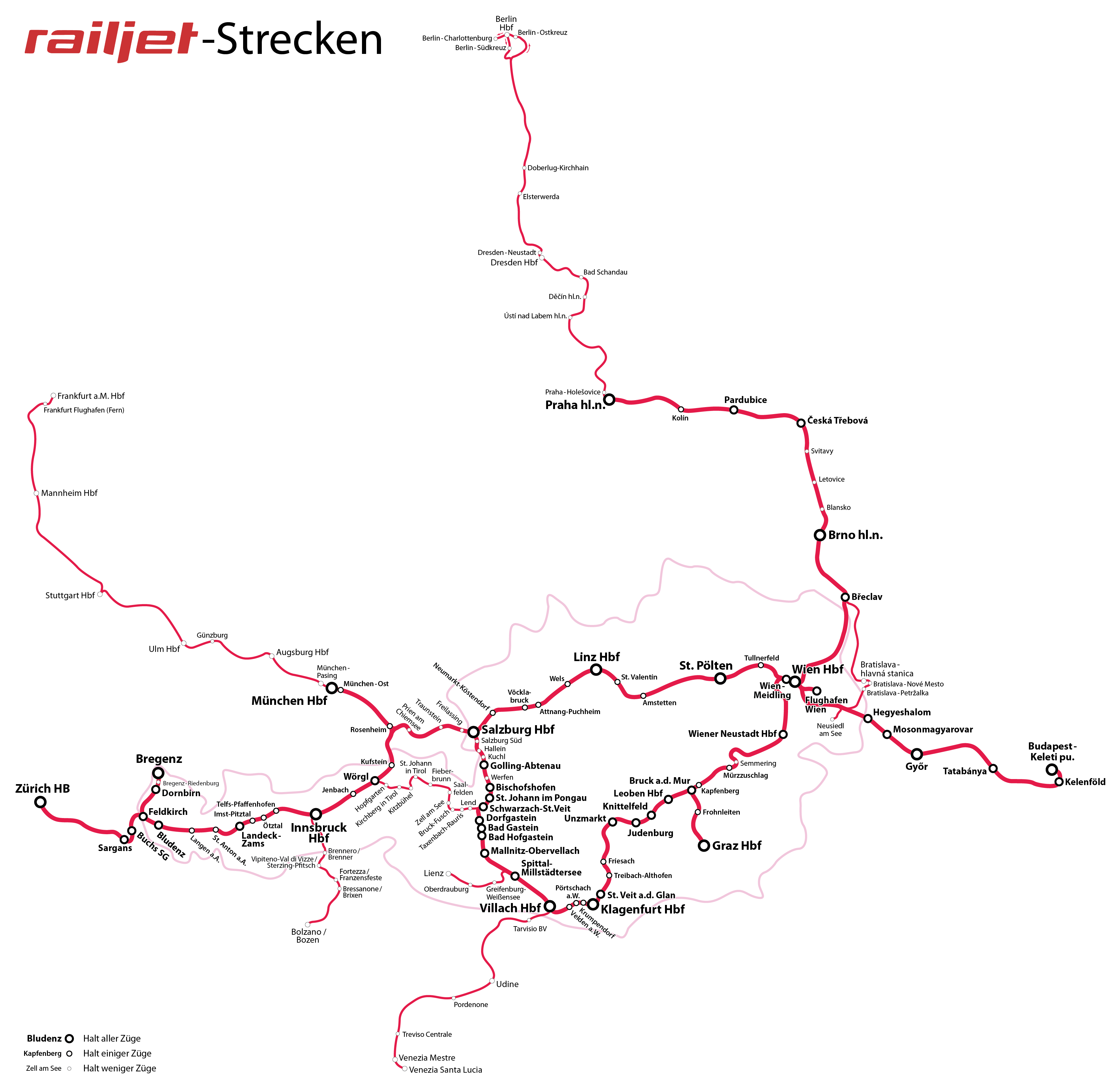
Railjet-Strecken (Stand 2020)

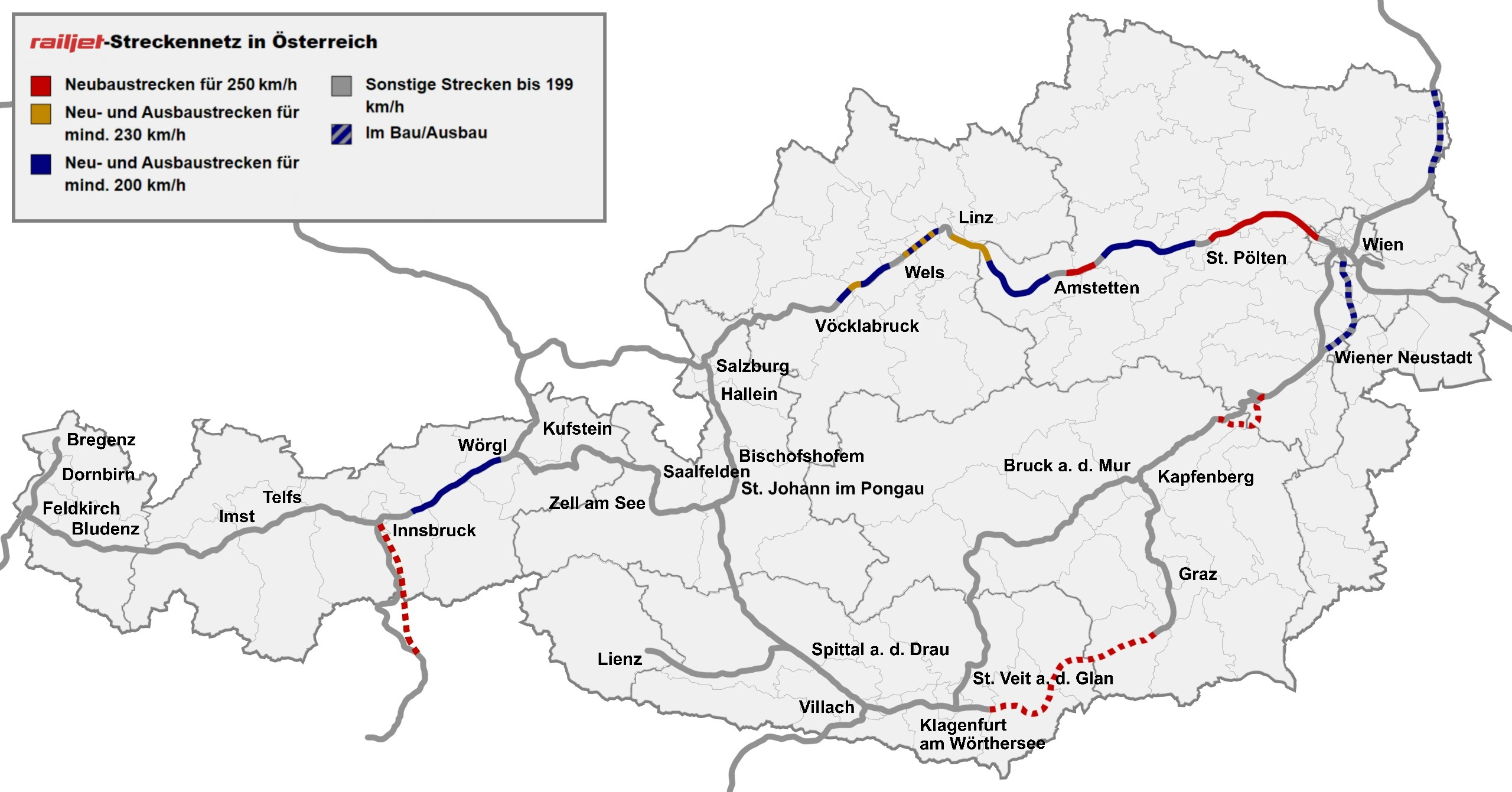
Railjet-Streckennetz in Österreich mit Geschwindigkeitsangaben

### Linien innerhalb Österreichs und ins Ausland
| Zuggattung | Strecke | Taktfrequenz            | Fahrzeug              |
| Xpress     | Flughafen Wien / Budapest – Wien – St. Pölten – Linz – Salzburg – München                                                                                  | 2-Stunden-Takt          | Railjet 1. Generation |
| Xpress     | Flughafen Wien / Budapest / Bratislava – Wien – St. Pölten – Linz – Salzburg – Kufstein – Wörgl – Innsbruck – Landeck-Zams – Feldkirch – Buchs SG – Zürich | 2-Stunden-Takt          | Railjet 1. Generation |
| Xpress     | Flughafen Wien – Wien – St. Pölten – Linz – Salzburg – Wörgl – Innsbruck – Landeck-Zams – Feldkirch – Bregenz (– Stuttgart – Frankfurt)                    | 2-Stunden-Takt          | Railjet 1. Generation |
| Xpress     | Wien – St. Pölten – Linz – Salzburg – Kufstein – Wörgl – Innsbruck – Brenner – Bozen                                                                       | ein Zugpaar             | Railjet 1. Generation |
| Railjet    | Flughafen Wien – Wien – St. Pölten – Amstetten – Linz – Wels – Salzburg                                                                                    | 1-Stunden-Takt          | Railjet 1. Generation |
| Railjet    | (Berlin – Prag / Flughafen Wien –) Wien – Wr. Neustadt – Graz                                                                                              | 1-Stunden-Takt          | Railjet 1. Generation |
| Railjet    | Wien – Wr. Neustadt – Leoben – Klagenfurt – Villach (– Lienz / Venedig)                                                                                    | 1-Stunden-Takt          | Railjet 1. Generation |
| Railjet    | Graz – Frohnleiten – Bruck/Mur – Leoben – Friesach – Klagenfurt – Villach – Spittal/Drau-Millstätter See                                                   | ein Zug (kein Gegenzug) | Railjet 1. Generation |
| Railjet    | München – Kufstein – Wörgl – Innsbruck – Brenner – Bozen – Verona (– Venedig / Bologna / Rimini)                                                           | 2-Stunden-Takt          | Railjet 2. Generation |

### Linien außerhalb Österreichs
In Tschechien gibt es in Tagesrandlage einzelne RJ-Verbindungen zwischen Praha hlavní nádraží und Brno hlavní nádraží, die österreichisches Staatsgebiet nicht erreichen. Außerdem existiert seit Mitte Juni 2019 ein RJ-Zugpaar zwischen Praha hlavní nádraží und Bratislava hlavná stanica via Břeclav.

### Geplante Netzausweitungen
Im Juni 2020 wurde die zweite Generation der Railjet-Züge angekündigt. Diese wird seit 8. April 2024 auf der Brennerstrecke zwischen München Hauptbahnhof, Innsbruck Hauptbahnhof und Verona Porta Nuova (teilweise mit Durchbindung nach Bologna Centrale bzw. Venezia Santa Lucia) mit 3 Zugpaaren neben den derzeitigen Eurocity-Garnituren eingesetzt. Im Laufe des Jahres sollen diese Garnituren durch jene vom Railjet der zweiten Generation ersetzt werden. Zur Fertigstellung des Koralmtunnels sollen die Railjets der zweiten Generation auch auf der Südstrecke zum Einsatz kommen.